# Montanas litteraturpris
Montanas litteraturpris är ett danskt litteraturpris, instiftat år 2006.
Priset på 100 000 danska kronor utdelas årligen i januari sedan 2006 till dansk författare, som inom sin genre är nyskapande eller förmår skildra verkligheten på ett nytt och överraskande sätt. Det instiftades av Dagbladet Information och Testrup folkhögskola och sponsras av den danska möbelfirman Montana møbler. Prisutdelningen sker i samband med Testrup folkhögskolas litteraturseminarium "Tag og læs!".

## Pristagare
- 2006 – Mette Moestrup, för diktsamlingen kingsize
- 2007 – Peter Øvig Knudsen, för Blekingegadebanden
- 2008 – Niels Frank, för diktsamlingen Små guder
- 2009 – Lars Skinnebach, för Enhver betydning er også en mislyd
- 2010 – Pia Juul, för diktsamlingen Radioteateret
- 2011 – Bjørn Rasmussen, för romanen Huden er det elastiske hylster der omgiver hele legemet
- 2012 – Ursula Andkjær Olsen, för diktsamlingen Det 3. årtusindes hjerte
- 2013 – Asta Olivia Nordenhof, för diktsamlingen det nemme og det ensomme  och bloggen "jegheddermitnavnmedversaler.blogspot.com"[1]
- 2014 – Christina Hagen, för boken Boyfriend
- 2015 – Dorrit Willumsen, för romanen Nær og fjern
- 2016 – Vibeke Grønfeldt, för dagboksromanen Endnu ikke
- 2017 – Lone Aburas, för pamflettskriften Det er et jeg der taler (Regnskabets time)
- 2018 – Jonas Eika, för novellsamlingen Efter solen.
- 2019 – Hanne Højgaard Viemose, för romanen HHV FRSHWN: Dødsknaldet i Amazonas
- 2020 - Pernille Ipsen, för Et åbent øjeblik
- 2021 – Helle Helle för BOB